# Tauron Liga (2023/2024)
Tauron Liga 2023/2024 – 88. edycja mistrzostw Polski w piłce siatkowej kobiet, po raz 71. przeprowadzana w formule rozgrywek ligowych, a po raz 19. w postaci ligi zawodowej. Organizowana przez Polską Ligę Siatkówki pod egidą Polskiego Związku Piłki Siatkowej (PZPS).

## Drużyny uczestniczące
| \| \| Uczestnicy poprzedniej edycji \| \| \| \| --------------------------------------------------------------------------------------------------------------------------------------------------------------------------------- \| ------------------------------- \| -- \| --- \| \| ŁDZ \| ŁKS Commercecon Łódź \| 1 \| LM \| \| RZE \| Developres Bella Dolina Rzeszów \| 2 \| LM \| \| ŁÓD \| Grot Budowlani Łódź \| 3 \| LM \| \| BIE \| BKS Bostik ZGO Bielsko-Biała \| 4 \| CEV \| \| POL \| Grupa Azoty Chemik Police \| 5 \| CEV \| \| KAL \| Energa MKS Kalisz \| 6 \| \| \| WRO \| Volleyball Wrocław \| 7 \| \| \| BYD \| Metalkas Pałac Bydgoszcz \| 8 \| \| \| RAD \| Moya Radomka Radom \| 9 \| \| \| OPO \| UNI Opole \| 10 \| \| \| TAR \| Grupa Azoty Akademia Tarnów \| 11 \| \| \| \| Awans z I ligi \| \| \| \| MIE \| ITA Tools Stal Mielec \| 1 \| \| \| Oznaczenia: - kolumna pierwsza – skróty nazw drużyn wpisane na mapie (jeśli ta została zamieszczona), - kolumna trzecia – miejsce zajęte przez daną drużynę w poprzednim sezonie. \| \| \| \| |                                 | ŁDZRZEŁÓDBIEPOLKALWROBYDRADOPOTARMIE Lokalizacja klubów |     |
| | Uczestnicy poprzedniej edycji   |                                                         |     |
| ŁDZ | ŁKS Commercecon Łódź            | 1                                                       | LM  |
| RZE | Developres Bella Dolina Rzeszów | 2                                                       | LM  |
| ŁÓD | Grot Budowlani Łódź             | 3                                                       | LM  |
| BIE | BKS Bostik ZGO Bielsko-Biała    | 4                                                       | CEV |
| POL | Grupa Azoty Chemik Police       | 5                                                       | CEV |
| KAL | Energa MKS Kalisz               | 6                                                       |     |
| WRO | Volleyball Wrocław              | 7                                                       |     |
| BYD | Metalkas Pałac Bydgoszcz        | 8                                                       |     |
| RAD | Moya Radomka Radom              | 9                                                       |     |
| OPO | UNI Opole                       | 10                                                      |     |
| TAR | Grupa Azoty Akademia Tarnów     | 11                                                      |     |
| | Awans z I ligi                  |                                                         |     |
| MIE | ITA Tools Stal Mielec           | 1                                                       |     |
| Oznaczenia: - kolumna pierwsza – skróty nazw drużyn wpisane na mapie (jeśli ta została zamieszczona), - kolumna trzecia – miejsce zajęte przez daną drużynę w poprzednim sezonie. |                                 |                                                         |     |

## Hale sportowe
| Klub                            | Hala sportowa                                                | Liczba miejsc siedzących |
| ------------------------------- | ------------------------------------------------------------ | ------------------------ |
| BKS Bostik ZGO Bielsko-Biała    | Hala Widowiskowo-Sportowa                                    | 3053                     |
| Developres Bella Dolina Rzeszów | Hala Podpromie                                               | 4300                     |
| Energa MKS Kalisz               | Arena Kalisz                                                 | 3164                     |
| ŁKS Commercecon Łódź            | Łódź Sport Arena im. Józefa Żylińskiego                      | 3000                     |
| Grot Budowlani Łódź             | Łódź Sport Arena im. Józefa Żylińskiego                      | 3000                     |
| Grupa Azoty Chemik Police       | Hala sportowa im. Ignacego Łukasiewicza                      | 1100                     |
| ITA Tools Stal Mielec           | Hala sportowo-widowiskowa MOSiR                              | 2200                     |
| Moya Radomka Radom              | HWS RCS (Hala widowiskowo-sportowa Radomskie Centrum Sportu) | 3700                     |
| Metalkas Pałac Bydgoszcz        | Hala Łuczniczka                                              | 6082                     |
| Grupa Azoty Akademia Tarnów     | Arena Jaskółka                                               | 3500                     |
| UNI Opole                       | Stegu Arena                                                  | 3500                     |
| Volleyball Wrocław              | Hala „Orbita”                                                | 3000                     |

## Trenerzy
| Klub                            | Pierwszy trener       | Narodowość | Drugi trener             | Narodowość |
| ------------------------------- | --------------------- | ---------- | ------------------------ | ---------- |
| BKS Bostik ZGO Bielsko-Biała    | Bartłomiej Piekarczyk | Polska     | Bartosz Sufa             | Polska     |
| Developres Bella Dolina Rzeszów | Stéphane Antiga       | Francja    | Bartłomiej Dąbrowski     | Polska     |
| Energa MKS Kalisz               | Przemysław Michalczyk | Polska     |                          |            |
| Grot Budowlani Łódź             | Maciej Biernat        | Polska     | Marcin Nowak             | Polska     |
| Grupa Azoty Akademia Tarnów     | Błażej Krzyształowicz | Polska     | Michał Madejski          | Polska     |
| Grupa Azoty Chemik Police       | Marco Fenoglio        | Włochy     | Radosław Wodziński       | Polska     |
| ITA Tools Stal Mielec           | Mateusz Grabda        | Polska     | Miłosz Majka             | Polska     |
| ŁKS Commercecon Łódź            | Alessandro Chiappini  | Włochy     | Radosław Kolanek         | Polska     |
| Metalkas Pałac Bydgoszcz        | Martino Volpini       | Włochy     | Dominik Żukowski         | Polska     |
| Moya Radomka Radom              |                       |            | Jakub Głuszak            | Polska     |
| UNI Opole                       | Nicola Vettori        | Włochy     | Federico Chiavegatti     | Włochy     |
| Volleyball Wrocław              | Michal Mašek          | Słowacja   | Bartłomiej Bartodziejski | Polska     |

### Zmiany trenerów
| Klub                        | Były trener           | Narodowość | Data odejścia | Powód                                                                             | Nowy trener           | Narodowość | Data przyjścia | Źródło |
| --------------------------- | --------------------- | ---------- | ------------- | --------------------------------------------------------------------------------- | --------------------- | ---------- | -------------- | ------ |
| Przed sezonem               |                       |            |               |                                                                                   |                       |            |                |        |
| Grupa Azoty Chemik Police   | Radosław Wodziński    | Polska     | 23.04.2023    | koniec kontraktu                                                                  | Marco Fenoglio        | Włochy     | 17.08.2023     | [ 1 ]  |
| Moya Radomka Radom          | Błażej Krzyształowicz | Polska     | 25.04.2023    | koniec kontraktu                                                                  | Stefano Micoli        | Włochy     | 18.05.2023     | [ 2 ]  |
| W trakcie sezonu            |                       |            |               |                                                                                   |                       |            |                |        |
| Grupa Azoty Akademia Tarnów | Marcin Wojtowicz      | Polska     | 25.10.2023    | brak oczekiwanych wyników sportowych                                              | Błażej Krzyształowicz | Polska     | 30.10.2023     | [ 3 ]  |
| ITA Tools Stal Mielec       | Wiesław Popik         | Polska     | 09.11.2023    | niesatysfakcjonujący poziom gry zespołu oraz brak oczekiwanych wyników sportowych | Mateusz Grabda        | Polska     | 20.11.2023     | [ 4 ]  |
| Moya Radomka Radom          | Stefano Micoli        | Włochy     | 15.01.2024    | rozwiązanie kontraktu za porozumieniem stron                                      |                       |            |                | [ 5 ]  |
| Energa MKS Kalisz           | Marcin Widera         | Polska     | 24.01.2024    | brak oczekiwanych wyników sportowych                                              | Przemysław Michalczyk | Polska     | 24.01.2024     | [ 6 ]  |
| Metalkas Pałac Bydgoszcz    | Jakub Tęcza           | Polska     | 30.01.2024    | brak oczekiwanych wyników sportowych                                              | Martino Volpini       | Włochy     | 30.01.2024     | [ 7 ]  |

## Rozgrywki

### Faza zasadnicza

#### Tabela wyników
| Gospodarz \ Gość1               | ŁDZ | RZE | ŁÓD | BIE | POL | KAL | WRO | BYD | RAD | OPO | TAR | MIE |
| ------------------------------- | --- | --- | --- | --- | --- | --- | --- | --- | --- | --- | --- | --- |
| ŁKS Commercecon Łódź            | -   | 3:2 | 3:0 | 0:3 | 1:3 | 3:2 | 3:0 | 3:1 | 3:0 | 3:1 | 3:1 | 3:0 |
| Developres Bella Dolina Rzeszów | 3:2 | -   | 3:1 | 1:3 | 2:3 | 3:0 | 3:0 | 3:0 | 2:3 | 3:0 | 3:2 | 3:0 |
| Grot Budowlani Łódź             | 3:0 | 1:3 | -   | 2:3 | 0:3 | 3:0 | 3:1 | 3:0 | 3:0 | 3:0 | 3:0 | 3:0 |
| BKS Bostik ZGO Bielsko-Biała    | 3:0 | 0:3 | 3:2 | -   | 0:3 | 3:1 | 3:0 | 3:1 | 3:2 | 3:0 | 3:0 | 3:1 |
| Grupa Azoty Chemik Police       | 2:3 | 3:0 | 3:0 | 3:2 | -   | 3:0 | 3:1 | 3:0 | 2:3 | 3:0 | 3:0 | 3:0 |
| Energa MKS Kalisz               | 0:3 | 0:3 | 3:0 | 0:3 | 0:3 | -   | 2:3 | 3:0 | 3:1 | 1:3 | 3:0 | 3:1 |
| Volleyball Wrocław              | 0:3 | 0:3 | 3:0 | 1:3 | 0:3 | 2:3 | -   | 3:0 | 1:3 | 3:1 | 2:3 | 3:2 |
| Metalkas Pałac Bydgoszcz        | 0:3 | 0:3 | 0:3 | 1:3 | 0:3 | 3:1 | 3:1 | -   | 1:3 | 1:3 | 3:1 | 3:1 |
| Moya Radomka Radom              | 1:3 | 1:3 | 2:3 | 0:3 | 0:3 | 3:1 | 3:0 | 3:0 | -   | 1:3 | 3:0 | 3:1 |
| UNI Opole                       | 0:3 | 0:3 | 0:3 | 3:1 | 0:3 | 3:1 | 2:3 | 3:0 | 3:1 | -   | 3:0 | 2:3 |
| Grupa Azoty Akademia Tarnów     | 0:3 | 0:3 | 1:3 | 0:3 | 0:3 | 0:3 | 2:3 | 0:3 | 2:3 | 0:3 | -   | 3:0 |
| ITA Tools Stal Mielec           | 2:3 | 0:3 | 3:2 | 0:3 | 0:3 | 2:3 | 3:1 | 3:0 | 2:3 | 3:2 | 3:0 | -   |

Źródło: [ ] (pol.)
1 Drużyna gospodarzy jest wymieniona po lewej stronie tabeli.
Kolory:
  zwycięstwo gospodarzy 3:0 lub 3:1
  zwycięstwo gospodarzy 3:2
  zwycięstwo gości 3:0 lub 3:1
  zwycięstwo gości 3:2

#### Terminarz i wyniki[8]
| Data        | Godz. | Gospodarz                       | Rezultat                                | Gość                            | Widzów | MVP                        |
| ----------- | ----- | ------------------------------- | --------------------------------------- | ------------------------------- | ------ | -------------------------- |
| 1. kolejka  |       |                                 |                                         |                                 |        |                            |
| 08.10.2023  | 15:00 | OnlyBio Pałac Bydgoszcz         | 0:3 (19:25, 17:25, 18:25)               | Developres Bella Dolina Rzeszów | 850    | Katarzyna Wenerska         |
| 08.10.2023  | 17:30 | ITA Tools Stal Mielec           | 0:3 (20:25, 15:25, 16:25)               | Grupa Azoty Chemik Police       | 1300   | Marlena Kowalewska         |
| 08.10.2023  | 20:00 | Energa MKS Kalisz               | 3:1 (23:25, 25:14, 25:18, 27:25)        | Moya Radomka Radom              | 750    | Aleksandra Rasińska        |
| 08.10.2023  | 20:30 | Grupa Azoty Akademia Tarnów     | 2:3 (25:20, 18:25, 25:21, 22:25, 6:15)  | Volleyball Wrocław              | 872    | Anna Bączyńska             |
| 09.10.2023  | 17:30 | Grot Budowlani Łódź             | 3:0 (25:17, 25:20, 25:16)               | ŁKS Commercecon Łódź            | 2815   | MacKenzie May              |
| 10.10.2023  | 17:30 | BKS Bostik ZGO Bielsko-Biała    | 3:0 (25:17, 25:18, 25:15)               | UNI Opole                       | 845    | Julia Nowicka              |
| 2. kolejka  |       |                                 |                                         |                                 |        |                            |
| 13.10.2023  | 17:30 | ŁKS Commercecon Łódź            | 3:1 (25:19, 25:22, 21:25, 25:19)        | OnlyBio Pałac Bydgoszcz         | 1108   | Aleksandra Dudek           |
| 14.10.2023  | 15:00 | UNI Opole                       | 0:3 (17:25, 21:25, 16:25)               | Grot Budowlani Łódź             | 925    | Mackenzie May              |
| 14.10.2023  | 19:00 | Grupa Azoty Chemik Police       | 3:0 (25:12, 25:20, 25:21)               | Grupa Azoty Akademia Tarnów     | 1893   | Monika Fedusio             |
| 15.10.2023  | 14:45 | BKS Bostik ZGO Bielsko-Biała    | 3:0 (25:19, 25:15, 25:8)                | Volleyball Wrocław              | 1085   | Julia Nowicka              |
| 15.10.2023  | 17:30 | Moya Radomka Radom              | 3:1 (15:25, 25:11, 25:13, 32:30)        | ITA Tools Stal Mielec           | 2000   | Hilary Johnson             |
| 16.10.2023  | 17:30 | Developres Bella Dolina Rzeszów | 3:0 (25:15, 25:18, 25:17)               | Energa MKS Kalisz               | 1850   | Ann Kalandadze             |
| 3. kolejka  |       |                                 |                                         |                                 |        |                            |
| 19.10.2023  | 17:30 | Grupa Azoty Akademia Tarnów     | 1:3 (16:25, 25:20, 17:25, 14:25)        | Grot Budowlani Łódź             | 426    | Martyna Łazowska           |
| 20.10.2023  | 19:00 | ITA Tools Stal Mielec           | 3:2 (26:28, 25:18, 25:23, 24:26, 15:8)  | UNI Opole                       | 1050   | Weronika Gierszewska       |
| 21.10.2023  | 19:00 | Energa MKS Kalisz               | 2:3 (22:25, 25:15, 25:16, 23:25, 11:15) | Volleyball Wrocław              | 1020   | Julia Szczurowska          |
| 22.10.2023  | 17:30 | ŁKS Commercecon Łódź            | 0:3 (31:33, 23:25, 19:25)               | BKS Bostik ZGO Bielsko-Biała    | 1273   | Kertu Laak                 |
| 22.10.2023  | 19:00 | OnlyBio Pałac Bydgoszcz         | 0:3 (23:25, 17:25, 22:25)               | Grupa Azoty Chemik Police       | 950    | Agnieszka Korneluk         |
| 23.10.2023  | 20:30 | Developres Bella Dolina Rzeszów | 2:3 (16:25, 25:16, 25:20, 24:26, 12:15) | Moya Radomka Radom              | 1670   | Natalia Murek              |
| 4. kolejka  |       |                                 |                                         |                                 |        |                            |
| 26.10.2023  | 19:00 | Grot Budowlani Łódź             | 3:0 (25:15, 25:20, 25:15)               | ITA Tools Stal Mielec           | 950    | Martyna Łazowska           |
| 26.10.2023  | 21:00 | UNI Opole                       | 3:1 (25:16, 16:25, 26:24, 25:22)        | Energa MKS Kalisz               | 657    | Ana Karina Olaya           |
| 27.10.2023  | 17:30 | BKS Bostik ZGO Bielsko-Biała    | 3:0 (25:20, 26:24, 25:22)               | Grupa Azoty Akademia Tarnów     | 1279   | Kertu Laak                 |
| 27.10.2023  | 19:00 | Volleyball Wrocław              | 3:0 (25:21, 25:22, 25:21)               | OnlyBio Pałac Bydgoszcz         | 1190   | Anna Pawłowska             |
| 29.10.2023  | 19:00 | Moya Radomka Radom              | 1:3 (17:25, 25:19, 15:25, 19:25)        | ŁKS Commercecon Łódź            | 2153   | Aleksandra Dudek           |
| 30.10.2023  | 20:30 | Grupa Azoty Chemik Police       | 3:0 (25:21, 25:22, 25:20)               | Developres Bella Dolina Rzeszów | 2023   | Elizabet Inneh-Varga       |
| 5. kolejka  |       |                                 |                                         |                                 |        |                            |
| 03.11.2023  | 19:00 | Developres Bella Dolina Rzeszów | 3:0 (25:21, 25:17, 26:24)               | Volleyball Wrocław              | 2190   | Katarzyna Wenerska         |
| 03.11.2023  | 20:30 | Moya Radomka Radom              | 0:3 (21:25, 22:25, 18:25)               | Grupa Azoty Chemik Police       | 2100   | Monika Fedusio             |
| 04.11.2023  | 19:00 | Energa MKS Kalisz               | 3:0 (25:21, 25:22, 25:19)               | Grot Budowlani Łódź             | 1150   | Dajana Bošković            |
| 05.11.2023  | 19:00 | ŁKS Commercecon Łódź            | 3:1 (25:15, 25:27, 25:20, 25:20)        | Grupa Azoty Akademia Tarnów     | 1356   | Roberta Ratzke             |
| 05.11.2023  | 20:30 | ITA Tools Stal Mielec           | 0:3 (15:25, 15:25, 19:25)               | BKS Bostik ZGO Bielsko-Biała    | 800    | Paulina Majkowska          |
| 06.11.2023  | 17:30 | OnlyBio Pałac Bydgoszcz         | 1:3 (25:27, 15:25, 25:22, 22:25)        | UNI Opole                       | 610    | Katarzyna Połeć            |
| 6. kolejka  |       |                                 |                                         |                                 |        |                            |
| 08.11.2023  | 19:00 | Grupa Azoty Akademia Tarnów     | 3:0 (25:16, 25:14, 27:25)               | ITA Tools Stal Mielec           | 962    | Judyta Gawlak              |
| 10.11.2023  | 17:30 | UNI Opole                       | 0:3 (20:25, 19:25, 19:25)               | Developres Bella Dolina Rzeszów | 752    | Gabriela Orvošová          |
| 11.11.2023  | 16:00 | BKS Bostik ZGO Bielsko-Biała    | 3:1 (23:25, 25:22, 25:15, 25:13)        | Energa MKS Kalisz               | 1580   | Regiane Bidias             |
| 11.11.2023  | 19:00 | Grot Budowlani Łódź             | 3:0 (25:14, 25:23, 25:20)               | OnlyBio Pałac Bydgoszcz         | 975    | Andrea Mitrovic            |
| 12.11.2023  | 14:45 | Grupa Azoty Chemik Police       | 2:3 (25:13, 19:25, 23:25, 25:15, 15:17) | ŁKS Commercecon Łódź            | 2663   | Aleksandra Gryka           |
| 13.11.2023  | 20:30 | Volleyball Wrocław              | 1:3 (21:25, 24:26, 29:27, 17:25)        | Moya Radomka Radom              | 850    | Monika Gałkowska           |
| 7. kolejka  |       |                                 |                                         |                                 |        |                            |
| 17.11.2023  | 17:30 | Energa MKS Kalisz               | 3:0 (25:16, 25:21, 25:23)               | Grupa Azoty Akademia Tarnów     | 1108   | Aleksandra Cygan           |
| 17.11.2023  | 20:30 | Moya Radomka Radom              | 1:3 (20:25, 19:25, 25:17, 19:25)        | UNI Opole                       | 2008   | Julia Bińczycka            |
| 18.11.2023  | 19:00 | ŁKS Commercecon Łódź            | 3:0 (25:13, 25:21, 25:21)               | ITA Tools Stal Mielec           | 1149   | Julita Piasecka            |
| 19.11.2023  | 13:00 | Grupa Azoty Chemik Police       | 3:1 (20:25, 25:16, 25:21, 25:13)        | Volleyball Wrocław              | 2018   | Martyna Łukasik            |
| 19.11.2023  | 16:00 | OnlyBio Pałac Bydgoszcz         | 1:3 (20:25, 16:25, 25:17, 12:25)        | BKS Bostik ZGO Bielsko-Biała    | 630    | Paulina Damaske            |
| 19.11.2023  | 19:00 | Developres Bella Dolina Rzeszów | 3:1 (25:15, 25:15, 21:25, 25:14)        | Grot Budowlani Łódź             | 2370   | Amanda Coneo               |
| 8. kolejka  |       |                                 |                                         |                                 |        |                            |
| 23.11.2023  | 20:30 | BKS Bostik ZGO Bielsko-Biała    | 0:3 (26:28, 16:25, 18:25)               | Developres Bella Dolina Rzeszów | 1047   | Ann Kalandadze             |
| 24.11.2023  | 20:30 | Grot Budowlani Łódź             | 3:0 (25:18, 25:23, 25:21)               | Moya Radomka Radom              | 850    | MacKenzie May              |
| 26.11.2023  | 19:00 | UNI Opole                       | 0:3 (12:25, 11:25, 16:25)               | Grupa Azoty Chemik Police       | 1081   | Elizabet Inneh-Varga       |
| 27.11.2023  | 19:00 | Volleyball Wrocław              | 0:3 (20:25, 22:25, 22:25)               | ŁKS Commercecon Łódź            | 650    | Aleksandra Gryka           |
| 27.11.2023  | 20:30 | ITA Tools Stal Mielec           | 2:3 (25:22, 25:17, 21:25, 24:26, 9:15)  | Energa MKS Kalisz               | 550    | Aleksandra Rasińska        |
| 29.11.2023  | 19:00 | Grupa Azoty Akademia Tarnów     | 0:3 (21:25, 15:25, 19:25)               | Metalkas Pałac Bydgoszcz        | 426    | Paulina Bałdyga            |
| 9. kolejka  |       |                                 |                                         |                                 |        |                            |
| 02.12.2023  | 19:00 | Grupa Azoty Chemik Police       | 3:0 (25:22, 25:17, 25:15)               | Grot Budowlani Łódź             | 1718   | Monika Fedusio             |
| 03.12.2023  | 16:00 | Developres Bella Dolina Rzeszów | 3:2 (25:18, 21:25, 21:25, 25:19, 15:13) | Grupa Azoty Akademia Tarnów     | 1550   | Amanda Coneo               |
| 03.12.2023  | 19:00 | Energa MKS Kalisz               | 0:3 (18:25, 20:25, 20:25)               | ŁKS Commercecon Łódź            | 1050   | Aleksandra Dudek           |
| 03.12.2023  | 20:30 | Volleyball Wrocław              | 3:1 (25:22, 25:20, 20:25, 25:23)        | UNI Opole                       | 450    | Julia Szczurowska          |
| 04.12.2023  | 17:30 | BKS Bostik ZGO Bielsko-Biała    | 3:2 (19:25, 21:25, 27:25, 25:17, 17:15) | Moya Radomka Radom              | 740    | Paulina Damaske            |
| 04.12.2023  | 20:30 | Metalkas Pałac Bydgoszcz        | 3:1 (15:25, 25:23, 25:19, 25:13)        | ITA Tools Stal Mielec           | 430    | Pola Nowakowska            |
| 10. kolejka |       |                                 |                                         |                                 |        |                            |
| 07.12.2023  | 18:20 | Grupa Azoty Akademia Tarnów     | 2:3 (25:19, 18:25, 17:25, 27:25, 7:15)  | Moya Radomka Radom              | 428    | Monika Gałkowska           |
| 08.12.2023  | 17:30 | UNI Opole                       | 0:3 (25:27, 30:32, 22:25)               | ŁKS Commercecon Łódź            | 692    | Kamila Witkowska           |
| 08.12.2023  | 20:30 | Energa MKS Kalisz               | 3:0 (25:20, 25:23, 25:16)               | Metalkas Pałac Bydgoszcz        | 1050   | Karolina Fedorek           |
| 09.12.2023  | 19:00 | Grot Budowlani Łódź             | 3:1 (22:25, 25:12, 25:15, 25:14)        | Volleyball Wrocław              | 873    | Kinga Różyńska             |
| 10.12.2023  | 13:00 | BKS Bostik ZGO Bielsko-Biała    | 0:3 (23:25, 17:25, 19:25)               | Grupa Azoty Chemik Police       | 1360   | Agnieszka Korneluk         |
| 10.12.2023  | 16:00 | ITA Tools Stal Mielec           | 0:3 (19:25, 21:25, 14:25)               | Developres Bella Dolina Rzeszów | 1100   | Weronika Centka            |
| 11. kolejka |       |                                 |                                         |                                 |        |                            |
| 12.12.2023  | 17:30 | Moya Radomka Radom              | 3:0 (25:18, 25:23, 25:22)               | Metalkas Pałac Bydgoszcz        | 1895   | Monika Gałkowska           |
| 12.12.2023  | 19:00 | UNI Opole                       | 3:0 (25:16, 25:18, 25:16)               | Grupa Azoty Akademia Tarnów     | 713    | Julia Bińczycka            |
| 13.12.2023  | 19:00 | Grupa Azoty Chemik Police       | 3:0 (25:17, 25:18, 25:14)               | Energa MKS Kalisz               | 1238   | Bruna Honório              |
| 14.12.2023  | 17:30 | Volleyball Wrocław              | 3:2 (25:27, 26:24, 23:25, 25:19, 15:10) | ITA Tools Stal Mielec           | 520    | Anna Lewandowska           |
| 14.12.2023  | 19:00 | Grot Budowlani Łódź             | 2:3 (25:21, 17:25, 18:25, 25:22, 3:15)  | BKS Bostik ZGO Bielsko-Biała    | 948    | Paulina Damaske            |
| 23.12.2023  | 14:45 | Developres Bella Dolina Rzeszów | 3:2 (25:20, 22:25, 27:29, 25:21, 15:13) | ŁKS Commercecon Łódź            | 2940   | Gabriela Orvošová          |
| 12. kolejka |       |                                 |                                         |                                 |        |                            |
| 15.12.2023  | 17:30 | Developres Bella Dolina Rzeszów | 3:0 (25:23, 25:18, 25:17)               | Metalkas Pałac Bydgoszcz        | 1850   | Gabriela Orvošová          |
| 16.12.2023  | 19:00 | Grupa Azoty Chemik Police       | 3:0 (25:21, 25:18, 25:17)               | ITA Tools Stal Mielec           | 1014   | Elizabet Inneh-Varga       |
| 18.12.2023  | 16:00 | UNI Opole                       | 3:1 (28:26, 19:25, 25:23, 25:15)        | BKS Bostik ZGO Bielsko-Biała    | 982    | Katarzyna Zaroślińska-Król |
| 18.12.2023  | 17:30 | ŁKS Commercecon Łódź            | 3:0 (30:28, 25:17, 25:20)               | Grot Budowlani Łódź             | 2851   | Aleksandra Gryka           |
| 18.12.2023  | 19:00 | Volleyball Wrocław              | 2:3 (25:20, 17:25, 25:22, 21:25, 13:15) | Grupa Azoty Akademia Tarnów     | 420    | Danijela Džaković          |
| 19.12.2023  | 19:00 | Moya Radomka Radom              | 3:1 (25:16, 25:27, 25:15, 25:19)        | Energa MKS Kalisz               | 1554   | Marta Łyczakowska          |
| 13. kolejka |       |                                 |                                         |                                 |        |                            |
| 29.12.2023  | 16:00 | ITA Tools Stal Mielec           | 2:3 (25:19, 24:26, 21:25, 26:24, 10:15) | Moya Radomka Radom              | 800    | Marie Schölzel             |
| 29.12.2023  | 19:00 | Metalkas Pałac Bydgoszcz        | 0:3 (19:25, 19:25, 12:25)               | ŁKS Commercecon Łódź            | 730    | Amanda Campos              |
| 30.12.2023  | 13:00 | Grupa Azoty Akademia Tarnów     | 0:3 (18:25, 16:25, 20:25)               | Grupa Azoty Chemik Police       | 793    | Martyna Grajber-Nowakowska |
| 30.12.2023  | 16:00 | Grot Budowlani Łódź             | 3:0 (25:18, 26:24, 25:20)               | UNI Opole                       | 1010   | Justyna Łysiak             |
| 30.12.2023  | 19:00 | Volleyball Wrocław              | 1:3 (25:21, 18:25, 17:25, 15:25)        | BKS Bostik ZGO Bielsko-Biała    | 1000   | Regiane Bidias             |
| 31.12.2023  | 14:45 | Energa MKS Kalisz               | 0:3 (20:25, 12:25, 18:25)               | Developres Bella Dolina Rzeszów | 1200   | Amanda Coneo               |
| 14. kolejka |       |                                 |                                         |                                 |        |                            |
| 04.01.2024  | 21:00 | Moya Radomka Radom              | 1:3 (21:25, 19:25, 25:23, 17:25)        | Developres Bella Dolina Rzeszów | 1893   | Amanda Coneo               |
| 05.01.2024  | 19:00 | Grot Budowlani Łódź             | 3:0 (25:21, 25:11, 25:10)               | Grupa Azoty Akademia Tarnów     | 848    | Małgorzata Lisiak          |
| 06.01.2024  | 17:30 | BKS Bostik ZGO Bielsko-Biała    | 3:0 (25:21, 25:19, 25:15)               | ŁKS Commercecon Łódź            | 1935   | Kertu Laak                 |
| 06.01.2024  | 19:00 | Grupa Azoty Chemik Police       | 3:0 (25:17, 25:11, 25:16)               | Metalkas Pałac Bydgoszcz        | 1538   | Iga Wasilewska             |
| 07.01.2024  | 19:00 | UNI Opole                       | 2:3 (18:25, 22:25, 25:16, 25:20, 13:15) | ITA Tools Stal Mielec           | 1113   | Weronika Gierszewska       |
| 20.02.2024  | 20:30 | Volleyball Wrocław              | 2:3 (18:25, 16:25, 27:25, 25:21, 9:15)  | Energa MKS Kalisz               | 350    | Aleksandra Rasińska        |
| 15. kolejka |       |                                 |                                         |                                 |        |                            |
| 13.01.2024  | 16:00 | ITA Tools Stal Mielec           | 3:2 (25:23, 22:25, 24:26, 25:21, 16:14) | Grot Budowlani Łódź             | 1050   | Pola Nowacka               |
| 13.01.2024  | 20:30 | Developres Bella Dolina Rzeszów | 2:3 (32:34, 25:23, 25:18, 18:25, 10:15) | Grupa Azoty Chemik Police       | 3420   | Monika Fedusio             |
| 14.01.2024  | 19:00 | Metalkas Pałac Bydgoszcz        | 3:1 (25:11, 21:25, 25:19, 25:16)        | Volleyball Wrocław              | 630    | Joanna Sikorska            |
| 15.01.2024  | 17:30 | Energa MKS Kalisz               | 1:3 (20:25, 26:28, 25:20, 19:25)        | UNI Opole                       | 1025   | Marta Pamuła               |
| 15.01.2024  | 20:30 | Grupa Azoty Akademia Tarnów     | 0:3 (10:25, 15:25, 20:25)               | BKS Bostik ZGO Bielsko-Biała    | 520    | Julia Nowicka              |
| 07.02.2024  | 19:00 | ŁKS Commercecon Łódź            | 3:0 (25:14, 25:22, 25:15)               | Moya Radomka Radom              | 1390   | Aleksandra Dudek           |
| 16. kolejka |       |                                 |                                         |                                 |        |                            |
| 20.01.2024  | 19:00 | Volleyball Wrocław              | 0:3 (17:25, 18:25, 20:25)               | Developres Bella Dolina Rzeszów | 710    | Anna Obiała                |
| 21.01.2024  | 16:00 | Grupa Azoty Akademia Tarnów     | 0:3 (13:25, 22:25, 20:25)               | ŁKS Commercecon Łódź            | 728    | Natalia Dróżdż             |
| 21.01.2024  | 19:00 | Grot Budowlani Łódź             | 3:0 (25:7, 25:19, 25:16)                | Energa MKS Kalisz               | 1080   | Andrea Mitrovic            |
| 21.01.2024  | 20:30 | Grupa Azoty Chemik Police       | 2:3 (21:25, 25:20, 25:20, 23:25, 11:15) | Moya Radomka Radom              | 1195   | Monika Gałkowska           |
| 22.01.2024  | 17:30 | UNI Opole                       | 3:0 (25:18, 26:24, 25:15)               | Metalkas Pałac Bydgoszcz        | 1027   | Ana Karina Olaya           |
| 22.01.2024  | 20:30 | BKS Bostik ZGO Bielsko-Biała    | 3:1 (25:17, 25:18, 24:26, 25:11)        | ITA Tools Stal Mielec           | 800    | Joanna Pacak               |
| 17. kolejka |       |                                 |                                         |                                 |        |                            |
| 26.01.2024  | 17:30 | ŁKS Commercecon Łódź            | 1:3 (25:23, 22:25, 15:25, 19:25)        | Grupa Azoty Chemik Police       | 2466   | Iga Wasilewska             |
| 26.01.2024  | 20:30 | ITA Tools Stal Mielec           | 3:0 (25:16, 25:18, 26:24)               | Grupa Azoty Akademia Tarnów     | 1200   | Emilia Mucha               |
| 27.01.2024  | 16:00 | Moya Radomka Radom              | 3:0 (25:22, 25:23, 25:20)               | Volleyball Wrocław              | 2069   | Angelika Gajer             |
| 27.01.2024  | 19:15 | Developres Bella Dolina Rzeszów | 3:0 (25:18, 25:23, 25:21)               | UNI Opole                       | 1431   | Gabriela Orvošová          |
| 28.01.2024  | 20:30 | Metalkas Pałac Bydgoszcz        | 0:3 (19:25, 23:25, 21:25)               | Grot Budowlani Łódź             | 330    | MacKenzie May              |
| 29.01.2024  | 19:00 | Energa MKS Kalisz               | 0:3 (20:25, 20:25, 22:25)               | BKS Bostik ZGO Bielsko-Biała    | 1150   | Kertu Laak                 |
| 18. kolejka |       |                                 |                                         |                                 |        |                            |
| 03.02.2024  | 16:00 | BKS Bostik ZGO Bielsko-Biała    | 3:1 (14:25, 25:15, 25:14, 25:14)        | Metalkas Pałac Bydgoszcz        | 1320   | Joanna Pacak               |
| 03.02.2024  | 17:30 | Grot Budowlani Łódź             | 1:3 (19:25, 25:20, 22:25, 20:25)        | Developres Bella Dolina Rzeszów | 1530   | Gabriela Orvošová          |
| 03.02.2024  | 19:00 | UNI Opole                       | 3:1 (26:24, 25:23, 25:27, 25:23)        | Moya Radomka Radom              | 1423   | Katarzyna Zaroślińska-Król |
| 04.02.2024  | 16:00 | ITA Tools Stal Mielec           | 2:3 (16:25, 25:19, 23:25, 25:20, 8:15)  | ŁKS Commercecon Łódź            | 1720   | Valentina Diouf            |
| 05.02.2024  | 17:00 | Volleyball Wrocław              | 0:3 (23:25, 16:25, 14:25)               | Grupa Azoty Chemik Police       | 510    | Agnieszka Korneluk         |
| 05.02.2024  | 20:30 | Grupa Azoty Akademia Tarnów     | 0:3 (20:25, 20:25, 20:25)               | Energa MKS Kalisz               | 476    | Dajana Bošković            |
| 19. kolejka |       |                                 |                                         |                                 |        |                            |
| 09.02.2024  | 17:30 | Metalkas Pałac Bydgoszcz        | 3:1 (36:34, 19:25, 25:23, 27:25)        | Grupa Azoty Akademia Tarnów     | 550    | Joanna Sikorska            |
| 09.02.2024  | 20:30 | Energa MKS Kalisz               | 3:1 (25:19, 25:19, 21:25, 25:22)        | ITA Tools Stal Mielec           | 1175   | Izabela Śliwa              |
| 10.02.2024  | 19:00 | ŁKS Commercecon Łódź            | 3:0 (25:21, 25:14, 25:22)               | Volleyball Wrocław              | 1456   | Kamila Witkowska           |
| 11.02.2024  | 13:00 | Grupa Azoty Chemik Police       | 3:0 (25:16, 25:13, 25:16)               | UNI Opole                       | 2170   | Natalia Mędrzyk            |
| 11.02.2024  | 16:00 | Moya Radomka Radom              | 2:3 (25:23, 25:23, 12:25, 13:25, 12:15) | Grot Budowlani Łódź             | 2000   | MacKenzie May              |
| 12.02.2024  | 17:30 | Developres Bella Dolina Rzeszów | 1:3 (21:25, 15:25, 25:14, 16:25)        | BKS Bostik ZGO Bielsko-Biała    |        | Julia Nowicka              |
| 20. kolejka |       |                                 |                                         |                                 |        |                            |
| 23.02.2024  | 17:30 | Moya Radomka Radom              | 0:3 (22:25, 19:25, 22:25)               | BKS Bostik ZGO Bielsko-Biała    | 2345   | Julia Nowicka              |
| 23.02.2024  | 20:30 | UNI Opole                       | 2:3 (25:23, 21:25, 25:20, 24:26, 8:15)  | Volleyball Wrocław              | 1918   | Julia Szczurowska          |
| 24.02.2024  | 19:00 | Grot Budowlani Łódź             | 0:3 (17:25, 24:26, 23:25)               | Grupa Azoty Chemik Police       | 1378   | Natalia Mędrzyk            |
| 25.02.2024  | 16:00 | ŁKS Commercecon Łódź            | 3:2 (23:25, 25:27, 25:12, 25:12, 15:12) | Energa MKS Kalisz               | 1340   | Roberta Ratzke             |
| 25.02.2024  | 19:00 | Grupa Azoty Akademia Tarnów     | 0:3 (11:25, 19:25, 21:25)               | Developres Bella Dolina Rzeszów | 434    | Wiktoria Kowalska          |
| 26.02.2024  | 19:00 | ITA Tools Stal Mielec           | 3:0 (25:17, 25:22, 25:22)               | Metalkas Pałac Bydgoszcz        | 1154   | Weronika Gierszewska       |
| 21. kolejka |       |                                 |                                         |                                 |        |                            |
| 02.03.2024  | 16:00 | Developres Bella Dolina Rzeszów | 3:0 (25:16, 25:21, 25:15)               | ITA Tools Stal Mielec           | 2590   | Katarzyna Wenerska         |
| 02.03.2024  | 19:00 | Metalkas Pałac Bydgoszcz        | 3:1 (27:25, 20:25, 25:20, 25:18)        | Energa MKS Kalisz               | 510    | Joanna Sikorska            |
| 03.03.2024  | 18:00 | Grupa Azoty Chemik Police       | 3:2 (23:25, 25:17, 25:22, 23:25, 15:13) | BKS Bostik ZGO Bielsko-Biała    | 2167   | Martyna Łukasik            |
| 03.03.2024  | 20:30 | Moya Radomka Radom              | 3:0 (25:19, 25:21, 25:17)               | Grupa Azoty Akademia Tarnów     | 1268   | Natalia Murek              |
| 04.03.2024  | 17:30 | ŁKS Commercecon Łódź            | 3:1 (24:26, 25:21, 25:22, 25:18)        | UNI Opole                       | 940    | Amanda Campos              |
| 04.03.2024  | 20:30 | Volleyball Wrocław              | 3:0 (25:19, 25:16, 25:20)               | Grot Budowlani Łódź             | 510    | Lucie Mühlsteinová         |
| 22. kolejka |       |                                 |                                         |                                 |        |                            |
| 07.03.2024  | 21:00 | Energa MKS Kalisz               | 0:3 (20:25, 22:25, 22:25)               | Grupa Azoty Chemik Police       | 600    | Marlena Kowalewska         |
| 08.03.2024  | 16:00 | Grupa Azoty Akademia Tarnów     | 0:3 (17:25, 18:25, 17:25)               | UNI Opole                       | 123    | Katarzyna Zaroślińska-Król |
| 08.03.2024  | 17:30 | ŁKS Commercecon Łódź            | 3:2 (25:21, 25:13, 20:25, 21:25, 15:10) | Developres Bella Dolina Rzeszów | 1788   | Aleksandra Gryka           |
| 08.03.2024  | 19:00 | ITA Tools Stal Mielec           | 3:1 (25:16, 25:16, 22:25, 25:20)        | Volleyball Wrocław              | 1126   | Sylwia Kucharska           |
| 08.03.2024  | 20:30 | BKS Bostik ZGO Bielsko-Biała    | 3:2 (19:25, 25:18, 19:25, 25:21, 15:13) | Grot Budowlani Łódź             | 1640   | Kertu Laak                 |
| 11.03.2024  | 17:00 | Metalkas Pałac Bydgoszcz        | 1:3 (25:21, 22:25, 21:25, 20:25)        | Moya Radomka Radom              | 580    | Klaudia Nowakowska         |

#### Tabela
| Lp. | Drużyna                         | Pkt | Mecze | Mecze | Mecze | Rodzaj wyniku | Rodzaj wyniku | Rodzaj wyniku | Rodzaj wyniku | Rodzaj wyniku | Rodzaj wyniku | Sety | Sety | Sety  | Małe punkty | Małe punkty | Małe punkty |
| Lp. | Drużyna                         | Pkt | M     | W     | P     | 3:0           | 3:1           | 3:2           | 2:3           | 1:3           | 0:3           | wyg. | prz. | stos. | zdob.       | str.        | stos.       |
| --- | ------------------------------- | --- | ----- | ----- | ----- | ------------- | ------------- | ------------- | ------------- | ------------- | ------------- | ---- | ---- | ----- | ----------- | ----------- | ----------- |
| 1   | Grupa Azoty Chemik Police       | 60  | 22    | 20    | 2     | 16            | 2             | 2             | 2             | 0             | 0             | 64   | 12   | 5.33  | 1832        | 1439        | 1.27        |
| 2   | BKS Bostik ZGO Bielsko-Biała    | 52  | 22    | 18    | 4     | 9             | 6             | 3             | 1             | 1             | 2             | 57   | 24   | 2.38  | 1877        | 1603        | 1.17        |
| 3   | Developres Bella Dolina Rzeszów | 52  | 22    | 17    | 5     | 12            | 3             | 2             | 3             | 1             | 1             | 58   | 22   | 2.64  | 1860        | 1598        | 1.16        |
| 4   | ŁKS Commercecon Łódź            | 48  | 22    | 17    | 5     | 9             | 4             | 4             | 1             | 1             | 3             | 54   | 27   | 2     | 1866        | 1693        | 1.1         |
| 5   | Grot Budowlani Łódź             | 38  | 22    | 12    | 10    | 9             | 2             | 1             | 3             | 2             | 5             | 44   | 34   | 1.29  | 1733        | 1605        | 1.08        |
| 6   | Moya Radomka Radom              | 31  | 22    | 11    | 11    | 3             | 4             | 4             | 2             | 5             | 4             | 42   | 45   | 0.93  | 1897        | 1932        | 0.98        |
| 7   | UNI Opole                       | 30  | 22    | 9     | 13    | 3             | 6             | 0             | 3             | 2             | 8             | 35   | 45   | 0.78  | 1738        | 1821        | 0.95        |
| 8   | Energa MKS Kalisz               | 24  | 22    | 8     | 14    | 4             | 2             | 2             | 2             | 5             | 7             | 33   | 48   | 0.69  | 1698        | 1826        | 0.93        |
| 9   | Volleyball Wrocław              | 19  | 22    | 7     | 15    | 2             | 1             | 4             | 2             | 6             | 7             | 31   | 54   | 0.57  | 1719        | 1947        | 0.88        |
| 10  | ITA Tools Stal Mielec           | 19  | 22    | 6     | 16    | 2             | 1             | 3             | 4             | 4             | 8             | 30   | 55   | 0.55  | 1726        | 1927        | 0.9         |
| 11  | Metalkas Pałac Bydgoszcz        | 15  | 22    | 5     | 17    | 1             | 4             | 0             | 0             | 5             | 12            | 20   | 55   | 0.36  | 1558        | 1774        | 0.88        |
| 12  | Grupa Azoty Akademia Tarnów     | 5   | 22    | 2     | 20    | 1             | 0             | 1             | 3             | 3             | 14            | 15   | 62   | 0.24  | 1493        | 1832        | 0.81        |

Źródło: tauronliga.pl (pol.)
Punktacja: 3:0 i 3:1 – 3 pkt; 3:2 – 2 pkt; 2:3 – 1 pkt; 1:3 i 0:3 – 0 pkt
Zasady ustalania kolejności: 1. liczba punktów; 2. stosunek setów; 3. stosunek małych punktów; 4. bilans w bezpośrednich meczach
     faza play-off
     mecze o miejsca 9-10
     spadek do I ligi
- 1 marca 2024 roku Polski Związek Piłki Siatkowej (PZPS) ukarał klub Grupa Azoty Akademia Tarnów odjęciem 3 punktów ze względu o zaległości finansowe w stosunku do zawodniczek[9].

## Faza play-off

### Ćwierćfinały
(do 2 zwycięstw)
| Data                                | Godz.                               | Gospodarz                           | Rezultat                                 | Gość                            | Widzów                  | MVP                     |
| ----------------------------------- | ----------------------------------- | ----------------------------------- | ---------------------------------------- | ------------------------------- | ----------------------- | ----------------------- |
| Grupa Azoty Chemik Police (1)       | Grupa Azoty Chemik Police (1)       | Grupa Azoty Chemik Police (1)       | 2 – 0                                    | (8) Energa MKS Kalisz           | (8) Energa MKS Kalisz   | (8) Energa MKS Kalisz   |
| 22.03.2024                          | 19:00                               | Energa MKS Kalisz                   | 0:3 (18:25, 17:25, 19:25 )               | Grupa Azoty Chemik Police       | 1015                    | Bruna Honório           |
| 27.03.2024                          | 20:30                               | Grupa Azoty Chemik Police           | 3:1 (21:25, 25:18, 25:18, 33:31 )        | Energa MKS Kalisz               | 1217                    | Natalia Mędrzyk         |
| ŁKS Commercecon Łódź (4)            | ŁKS Commercecon Łódź (4)            | ŁKS Commercecon Łódź (4)            | 1 – 2                                    | (5) Grot Budowlani Łódź         | (5) Grot Budowlani Łódź | (5) Grot Budowlani Łódź |
| 21.03.2024                          | 17:30                               | ŁKS Commercecon Łódź                | 2:3 (23:25, 26:24, 21:25, 25:22, 10:15 ) | Grot Budowlani Łódź             | 2613                    | Małgorzata Lisiak       |
| 26.03.2024                          | 17:30                               | Grot Budowlani Łódź                 | 1:3 (18:25, 21:25, 27:25, 22:25 )        | ŁKS Commercecon Łódź            | 2510                    | Zuzanna Górecka         |
| 30.03.2024                          | 16:00                               | ŁKS Commercecon Łódź                | 0:3 (15:25, 20:25, 20:25 )               | Grot Budowlani Łódź             | 2790                    | Ana Bjelica             |
| BKS Bostik ZGO Bielsko-Biała (2)    | BKS Bostik ZGO Bielsko-Biała (2)    | BKS Bostik ZGO Bielsko-Biała (2)    | 2 – 0                                    | (7) UNI Opole                   | (7) UNI Opole           | (7) UNI Opole           |
| 23.03.2024                          | 14:45                               | BKS Bostik ZGO Bielsko-Biała        | 3:2 (25:19, 25:17, 24:26, 18:25, 15:12 ) | UNI Opole                       | 1850                    | Kertu Laak              |
| 26.03.2024                          | 20:30                               | UNI Opole                           | 0:3 (19:25, 24:26, 21:25 )               | BKS Bostik ZGO Bielsko-Biała    | 728                     | Paulina Damaske         |
| Developres Bella Dolina Rzeszów (3) | Developres Bella Dolina Rzeszów (3) | Developres Bella Dolina Rzeszów (3) | 2 – 0                                    | (6) Moya Radomka Radom          | (6) Moya Radomka Radom  | (6) Moya Radomka Radom  |
| 23.03.2024                          | 20:30                               | Developres Bella Dolina Rzeszów     | 3:0 (25:22, 25:19, 25:22 )               | Moya Radomka Radom              | 2123                    | Aleksandra Szczygłowska |
| 27.03.2024                          | 17:30                               | Moya Radomka Radom                  | 0:3 (21:25, 21:25, 20:25 )               | Developres Bella Dolina Rzeszów | 1850                    | Weronika Centka         |

### Półfinały
(do 2 zwycięstw)
| Data                             | Godz.                            | Gospodarz                        | Rezultat                                 | Gość                                | Widzów                              | MVP                                 |
| -------------------------------- | -------------------------------- | -------------------------------- | ---------------------------------------- | ----------------------------------- | ----------------------------------- | ----------------------------------- |
| Grupa Azoty Chemik Police (1)    | Grupa Azoty Chemik Police (1)    | Grupa Azoty Chemik Police (1)    | 2 – 0                                    | (5) Grot Budowlani Łódź             | (5) Grot Budowlani Łódź             | (5) Grot Budowlani Łódź             |
| 02.04.2024                       | 19:00                            | Grupa Azoty Chemik Police        | 3:0 (25:17, 25:18, 25:18 )               | Grot Budowlani Łódź                 | 1271                                | Martyna Łukasik                     |
| 05.04.2024                       | 20:30                            | Grot Budowlani Łódź              | 1:3 (17:25, 25:20, 18:25, 20:25 )        | Grupa Azoty Chemik Police           | 1748                                | Iga Wasilewska                      |
| BKS Bostik ZGO Bielsko-Biała (2) | BKS Bostik ZGO Bielsko-Biała (2) | BKS Bostik ZGO Bielsko-Biała (2) | 0 – 2                                    | (3) Developres Bella Dolina Rzeszów | (3) Developres Bella Dolina Rzeszów | (3) Developres Bella Dolina Rzeszów |
| 02.04.2024                       | 18:20                            | BKS Bostik ZGO Bielsko-Biała     | 2:3 (19:25, 25:19, 25:18, 22:25, 8:15 )  | Developres Bella Dolina Rzeszów     | 2170                                | Ann Kalandadze                      |
| 05.04.2024                       | 17:30                            | Developres Bella Dolina Rzeszów  | 3:2 (25:22, 22:25, 25:17, 23:25, 15:12 ) | BKS Bostik ZGO Bielsko-Biała        |                                     | Gabriela Orvošová                   |

### Finał
(do 3 zwycięstw)
| Data                          | Godz.                         | Gospodarz                       | Rezultat                          | Gość                                | Widzów                              | MVP                                 |
| ----------------------------- | ----------------------------- | ------------------------------- | --------------------------------- | ----------------------------------- | ----------------------------------- | ----------------------------------- |
| Grupa Azoty Chemik Police (1) | Grupa Azoty Chemik Police (1) | Grupa Azoty Chemik Police (1)   | 3 – 0                             | (3) Developres Bella Dolina Rzeszów | (3) Developres Bella Dolina Rzeszów | (3) Developres Bella Dolina Rzeszów |
| 12.04.2024                    | 20:30                         | Grupa Azoty Chemik Police       | 3:0 (25:20, 25:21, 25:21 )        | Developres Bella Dolina Rzeszów     | 2241                                | Iga Wasilewska                      |
| 16.04.2024                    | 20:30                         | Developres Bella Dolina Rzeszów | 0:3 (23:25, 19:25, 22:25 )        | Grupa Azoty Chemik Police           | 3810                                | Natalia Mędrzyk                     |
| 19.04.2024                    | 20:30                         | Grupa Azoty Chemik Police       | 3:1 (20:25, 25:18, 25:16, 25:23 ) | Developres Bella Dolina Rzeszów     | 3820                                | Elizabet Inneh-Varga                |

### Mecze o 3. miejsce
(do 3 zwycięstw)
| Data                             | Godz.                            | Gospodarz                        | Rezultat                          | Gość                         | Widzów                  | MVP                     |
| -------------------------------- | -------------------------------- | -------------------------------- | --------------------------------- | ---------------------------- | ----------------------- | ----------------------- |
| BKS Bostik ZGO Bielsko-Biała (2) | BKS Bostik ZGO Bielsko-Biała (2) | BKS Bostik ZGO Bielsko-Biała (2) | 3 – 1                             | (5) Grot Budowlani Łódź      | (5) Grot Budowlani Łódź | (5) Grot Budowlani Łódź |
| 12.04.2024                       | 17:30                            | BKS Bostik ZGO Bielsko-Biała     | 3:0 (25:16, 25:20, 25:20 )        | Grot Budowlani Łódź          | 1560                    | Julia Nowicka           |
| 16.04.2024                       | 17:30                            | Grot Budowlani Łódź              | 3:0 (25:16, 25:20, 25:17 )        | BKS Bostik ZGO Bielsko-Biała | 1868                    | Małgorzata Lisiak       |
| 19.04.2024                       | 17:30                            | BKS Bostik ZGO Bielsko-Biała     | 3:1 (25:23, 25:23, 24:26, 25:23 ) | Grot Budowlani Łódź          | 2185                    | Regiane Bidias          |
| 23.04.2024                       | 17:30                            | Grot Budowlani Łódź              | 1:3 (25:23, 24:26, 12:25, 22:25 ) | BKS Bostik ZGO Bielsko-Biała | 2168                    | Julia Nowicka           |

### Mecze o 5. miejsce
(do 2 zwycięstw)
| Data                     | Godz.                    | Gospodarz                | Rezultat                                 | Gość                   | Widzów                 | MVP                            |
| ------------------------ | ------------------------ | ------------------------ | ---------------------------------------- | ---------------------- | ---------------------- | ------------------------------ |
| ŁKS Commercecon Łódź (4) | ŁKS Commercecon Łódź (4) | ŁKS Commercecon Łódź (4) | 2 – 0                                    | (6) Moya Radomka Radom | (6) Moya Radomka Radom | (6) Moya Radomka Radom         |
| 09.04.2024               | 17:30                    | Moya Radomka Radom       | 1:3 (20:25, 22:25, 25:21, 14:25 )        | ŁKS Commercecon Łódź   | 1485                   | Klaudia Alagierska-Szczepaniak |
| 13.04.2024               | 20:30                    | ŁKS Commercecon Łódź     | 3:2 (26:24, 25:27, 14:25, 25:13, 15:12 ) | Moya Radomka Radom     | 1908                   | Paulina Maj-Erwardt            |

### Mecze o 7. miejsce
(do 2 zwycięstw)
| Data          | Godz.         | Gospodarz         | Rezultat                                 | Gość                  | Widzów                | MVP                   |
| ------------- | ------------- | ----------------- | ---------------------------------------- | --------------------- | --------------------- | --------------------- |
| UNI Opole (7) | UNI Opole (7) | UNI Opole (7)     | 2 – 0                                    | (8) Energa MKS Kalisz | (8) Energa MKS Kalisz | (8) Energa MKS Kalisz |
| 04.04.2024    | 19:00         | Energa MKS Kalisz | 2:3 (15:25, 17:25, 25:20, 25:17, 11:15 ) | UNI Opole             | 500                   | Ana Karina Olaya      |
| 10.04.2024    | 15:45         | UNI Opole         | 3:0 (25:19, 25:23, 25:20 )               | Energa MKS Kalisz     | 693                   | Julia Bińczycka       |

### Mecze o 9. miejsce
(do 2 zwycięstw)
| Data                   | Godz.                  | Gospodarz              | Rezultat                          | Gość                       | Widzów                     | MVP                        |
| ---------------------- | ---------------------- | ---------------------- | --------------------------------- | -------------------------- | -------------------------- | -------------------------- |
| Volleyball Wrocław (9) | Volleyball Wrocław (9) | Volleyball Wrocław (9) | 0 – 2                             | (10) ITA Tools Stal Mielec | (10) ITA Tools Stal Mielec | (10) ITA Tools Stal Mielec |
| 25.03.2024             | 19:00                  | ITA Tools Stal Mielec  | 3:1 (25:23, 14:25, 25:16, 25:18 ) | Volleyball Wrocław         | 720                        | Jovana Janković            |
| 09.04.2024             | 20:30                  | Volleyball Wrocław     | 1:3 (19:25, 25:20, 24:26, 22:25 ) | ITA Tools Stal Mielec      | 350                        | Sylwia Kucharska           |

## Klasyfikacja końcowa
| Lp. | Drużyna                         |
| --- | ------------------------------- |
| 1   | Grupa Azoty Chemik Police       |
| 2   | Developres Bella Dolina Rzeszów |
| 3   | BKS Bostik ZGO Bielsko-Biała    |
| 4   | Grot Budowlani Łódź             |
| 5   | ŁKS Commercecon Łódź            |
| 6   | Moya Radomka Radom              |
| 7   | UNI Opole                       |
| 8   | Energa MKS Kalisz               |
| 9   | ITA Tools Stal Mielec           |
| 10  | Volleyball Wrocław              |
| 11  | Metalkas Pałac Bydgoszcz        |
| 12  | Grupa Azoty Akademia Tarnów     |

     Liga Mistrzyń (2024/2025)
     Puchar CEV (2024/2025)
     Puchar Challenge (2024/2025)

## Najlepsze zawodniczki meczów
| Liczba MVP | Zawodniczka                    |
| ---------- | ------------------------------ |
| 7          | Julia Nowicka                  |
| 6          | Gabriela Orvošová              |
| 5          | Kertu Laak                     |
| 5          | MacKenzie May                  |
| 4          | Amanda Coneo                   |
| 4          | Paulina Damaske                |
| 4          | Aleksandra Dudek               |
| 4          | Monika Fedusio                 |
| 4          | Monika Gałkowska               |
| 4          | Aleksandra Gryka               |
| 4          | Elizabet Inneh-Varga           |
| 4          | Natalia Mędrzyk                |
| 4          | Iga Wasilewska                 |
| 3          | Regiane Bidias                 |
| 3          | Julia Bińczycka                |
| 3          | Weronika Gierszewska           |
| 3          | Ann Kalandadze                 |
| 3          | Agnieszka Korneluk             |
| 3          | Małgorzata Lisiak              |
| 3          | Martyna Łukasik                |
| 3          | Ana Karina Olaya               |
| 3          | Aleksandra Rasińska            |
| 3          | Joanna Sikorska                |
| 3          | Julia Szczurowska              |
| 3          | Katarzyna Wenerska             |
| 3          | Katarzyna Zaroślińska-Król     |
| 2          | Dajana Bošković                |
| 2          | Amanda Campos                  |
| 2          | Weronika Centka                |
| 2          | Bruna Honório                  |
| 2          | Marlena Kowalewska             |
| 2          | Sylwia Kucharska               |
| 2          | Martyna Łazowska               |
| 2          | Andrea Mitrovic                |
| 2          | Natalia Murek                  |
| 2          | Joanna Pacak                   |
| 2          | Roberta Ratzke                 |
| 2          | Kamila Witkowska               |
| 1          | Klaudia Alagierska-Szczepaniak |
| 1          | Paulina Bałdyga                |
| 1          | Anna Bączyńska                 |
| 1          | Aleksandra Cygan               |
| 1          | Valentina Diouf                |
| 1          | Natalia Dróżdż                 |
| 1          | Danijela Džaković              |
| 1          | Karolina Fedorek               |
| 1          | Angelika Gajer                 |
| 1          | Judyta Gawlak                  |
| 1          | Zuzanna Górecka                |
| 1          | Martyna Grajber-Nowakowska     |
| 1          | Jovana Janković                |
| 1          | Hilary Johnson                 |
| 1          | Wiktoria Kowalska              |
| 1          | Anna Lewandowska               |
| 1          | Marta Łyczakowska              |
| 1          | Justyna Łysiak                 |
| 1          | Paulina Maj-Erwardt            |
| 1          | Paulina Majkowska              |
| 1          | Emilia Mucha                   |
| 1          | Lucie Mühlsteinová             |
| 1          | Pola Nowacka                   |
| 1          | Klaudia Nowakowska             |
| 1          | Pola Nowakowska                |
| 1          | Anna Obiała                    |
| 1          | Marta Pamuła                   |
| 1          | Anna Pawłowska                 |
| 1          | Julita Piasecka                |
| 1          | Katarzyna Połeć                |
| 1          | Kinga Różyńska                 |
| 1          | Marie Schölzel                 |
| 1          | Aleksandra Szczygłowska        |
| 1          | Izabela Śliwa                  |

## Transfery[12]
| ŁKS Commercecon Łódź | ŁKS Commercecon Łódź | ŁKS Commercecon Łódź                                                    |
| Zostają | Przychodzą | Odchodzą                                                                |
| --- | --- | ----------------------------------------------------------------------- |
| - Valentina Diouf - Roberta Ratzke - Anastasija Hryszczuk - Paulina Maj-Erwardt - Zuzanna Górecka - Kamila Witkowska - Julita Piasecka - Klaudia Alagierska-Szczepaniak - Aleksandra Gryka - Kinga Drabek - Natalia Dróżdż | - Amanda Campos Francisco (bez klubu) - Aleksandra Dudek (Muratpaşa Belediyesi) - Paulina Zaborowska (Moya Radomka Radom) - Sonia Stefanik (Energa MKS Kalisz) | - Lana Ščuka (urlop macierzyński) - Angelika Gajer (Moya Radomka Radom) |
| w trakcie sezonu | |                                                                         |
| | | - Natalia Dróżdż (MKS SAN-Pajda Jarosław)                               |

| Developres Bella Dolina Rzeszów | Developres Bella Dolina Rzeszów | Developres Bella Dolina Rzeszów |
| Zostają | Przychodzą | Odchodzą |
| --- | --- | --- |
| - Ann Kalandadze - Gabriela Orvošová - Magdalena Jurczyk - Katarzyna Wenerska - Weronika Centka - Weronika Szlagowska - Aleksandra Szczygłowska - Anna Obiała | - Amanda Coneo (Volley Mulhouse Alsace) - Julia De Paula (CV Hidramar Gran Canaria) - Gabriela Makarowska-Kulej (UNI Opole) - Wiktoria Kowalska (Grupa Azoty Akademia Tarnów) - Magda Kubas (IŁ Capital Legionovia Legionowo) | - Jelena Blagojević (Shenzhen Zhongsai) - / Izabella Rapacz (VC Wiesbaden) - Daria Przybyła (przerwa w karierze) - Katarzyna Bagrowska (LTS Legionovia Legionowo) - Julia Bińczycka (UNI Opole) |

| Grot Budowlani Łódź                                                                                                | Grot Budowlani Łódź | Grot Budowlani Łódź |
| Zostają | Przychodzą | Odchodzą |
| --- | --- | --- |
| - Martyna Łazowska - Justyna Łysiak - Ewelina Wilińska (Polak) - Małgorzata Lisiak - Marta Pol - Adrianna Kukulska | - MacKenzie May (Volley Bergamo 1991) - Ana Bjelica (CSM Târgoviște) - Andrea Mitrovic (Karayolları SK) - Weronika Sobiczewska (BKS Bostik ZGO Bielsko-Biała) - Kinga Różyńska (Metalkas Pałac Bydgoszcz) - Natalia Lijewska (Göztepe SK) | - Melis Durul (Igor Gorgonzola Novara) - Dominika Sobolska-Tarasova (E-Work Busto Arsizio) - Monika Fedusio (Grupa Azoty Chemik Police) - Aleksandra Kazała (Bahçelievler Belediyespor) - Julia Kąkol (zakończenie kariery) - Judyta Gawlak (Grupa Azoty Akademia Tarnów) - Justyna Kędziora (szuka klubu) - Daria Skomorowska (Maccabi XT Hajfa |
| w trakcie sezonu                                                                                                   | | |
| | | - Natalia Lijewska (UNI Opole) |

| BKS Bostik ZGO Bielsko-Biała | BKS Bostik ZGO Bielsko-Biała | BKS Bostik ZGO Bielsko-Biała |
| Zostają | Przychodzą | Odchodzą |
| --- | --- | --- |
| - Paulina Damaske - Julia Nowicka - Paulina Majkowska - Martyna Borowczak - Majka Szczepańska-Pogoda - Julia Mazur - Nikola Abramajtys - Agata Nowak - Magdalena Janiuk | - Kertu Laak (RC Cannes) - Regiane Bidias (Volleyball Wrocław) - Joanna Pacak (Volleyball Wrocław) - Joanna Ciesielczyk (UJ-CM 7R Solna Wieliczka) - Aleksandra Stachowicz (Enea Energetyk Poznań) | - T’ara Ceasar (E-Work Busto Arsizio) - Dominika Pierzchała (Grupa Azoty Chemik Police) - Weronika Sobiczewska (Grot Budowlani Łódź) - Karina Chmielewska (Grupa Azoty Akademia Tarnów) - Maja Szymańska (KS BAS Kombinat Budowlany Białystok) |

| Grupa Azoty Chemik Police                                                                                     | Grupa Azoty Chemik Police | Grupa Azoty Chemik Police |
| Zostają | Przychodzą | Odchodzą |
| --- | --- | --- |
| - Marlena Kowalewska - Iga Wasilewska - Agnieszka Korneluk - Martyna Łukasik - Natalia Mędrzyk - Monika Jagła | - Ding Xia (Liaoning Tengda) - Elizabet Inneh-Varga (Daejeon Jungkwanjang Red Sparks) - Saliha Şahin (Eczacıbaşı Stambuł) - Bruna Honório (Sesc-RJ/Flamengo) - Dominika Pierzchała (BKS Bostik ZGO Bielsko-Biała) - Martyna Grajber-Nowakowska (Wash4Green Pinerolo) - Monika Fedusio (Grot Budowlani Łódź) | - Jovana Brakočević-Canzian (Beşiktaş Stambuł) - Fabíola (Campinas Vôlei) - Maira Cipriano (Osasco/São Cristóvão Saúde) - Lenka Ovečková (SL Benfica Lizbona) - Maria Stenzel (Moya Radomka Radom) - Martyna Czyrniańska (Eczacıbaşı Stambuł) - Katarzyna Połeć (UNI Opole) - Joanna Sikorska (Metalkas Pałac Bydgoszcz) |

| Energa MKS Kalisz | Energa MKS Kalisz                                                                     | Energa MKS Kalisz                                                                                           |
| Zostają | Przychodzą                                                                            | Odchodzą |
| --- | ------------------------------------------------------------------------------------- | --- |
| - Karolina Drużkowska - Izabela Lemańczyk - Alicja Grabka - Zuzanna Kuligowska - Aleksandra Rasińska - Karolina Fedorek - Zuzanna Efimienko-Młotkowska - Katarzyna Wawrzyniak - Aleksandra Cygan - Natalia Pajdak | - Dajana Bošković (CS Volei Alba-Blaj) - Lucija Mlinar (Edremit Belediyesi Altınoluk) | - Aleksandra Wójcik (Szent Benedek RA) - Alina Bartkowska (KS Piła) - Sonia Stefanik (ŁKS Commercecon Łódź) |
| w trakcie sezonu |                                                                                       | |
| | - Isabella Ashburn (Wisconsin University)                                             | |

| Volleyball Wrocław | Volleyball Wrocław | Volleyball Wrocław |
| Zostają | Przychodzą | Odchodzą |
| --- | --- | --- |
| - Lucie Mühlsteinová - Julia Szczurowska - Anna Bączyńska - Adrianna Szady - Aleksandra Gromadowska - Julia Stancelewska - Joanna Chorąża | - Anna Lewandowska (Metalkas Pałac Bydgoszcz) - Anna Pawłowska (Grupa Azoty Akademia Tarnów) - Gabriela Ponikowska (Grupa Azoty Akademia Tarnów) - Aleksandra Gancarz (powrót po kontuzji) - Kinga Stronias (UNI Opole) | - Regiane Bidias (BKS Bostik ZGO Bielsko-Biała) - Joanna Pacak (BKS Bostik ZGO Bielsko-Biała) - Magdalena Saad (szuka klubu) - Dominika Witowska (Metalkas Pałac Bydgoszcz) - Barbara Wolańska (szuka klubu) - Łucja Kuriata (KS BAS Kombinat Budowlany Białystok) - Zuzanna Kamińska (zakończenie kariery) |
| w trakcie sezonu | | |
| | | - Julia Szczurowska |

| Metalkas Pałac Bydgoszcz                                                                                     | Metalkas Pałac Bydgoszcz | Metalkas Pałac Bydgoszcz |
| Zostają | Przychodzą | Odchodzą |
| --- | --- | --- |
| - Agata Witkowska - Paulina Bałdyga - Pola Nowakowska - Koleta Łyszkiewicz - Julia Gliwa - Aleksandra Justka | - Joanna Sikorska (Grupa Azoty Chemik Police) - Dominika Witowska (Volleyball Wrocław) - Aleksandra Lipska (CBF Balducci HR Macerata) - Martyna Gorzkiewicz (bez klubu) - Wiktoria Makarewicz (PWSZ Karpaty Krosno) - Wiktoria Paluszkiewicz (LOS Nowy Dwór Mazowiecki) | - Anneclaire Ter Brugge (CS Volei Alba-Blaj) - Kinga Różyńska (Grot Budowlani Łódź) - Anna Lewandowska (Volleyball Wrocław) - Ewelina Żurowska (przerwa w karierze) - Magdalena Mazurek (zakończenie kariery) - Kamila Kobus (KS Piła) - Dominika Milun (LTS Legionovia Legionowo) |
| w trakcie sezonu                                                                                             | | |
| | - Magdalena Saad (Volleyball Wrocław) - Ewelina Żurowska (powrót po przerwie) | - Pola Nowakowska (Savino Del Bene Scandicci) - Agata Witkowska (rozwiązanie kontraktu za porozumieniem stron) |

| Moya Radomka Radom                                                   | Moya Radomka Radom | Moya Radomka Radom |
| Zostają                                                              | Przychodzą | Odchodzą |
| -------------------------------------------------------------------- | --- | --- |
| - Krystyna Strasz - Martyna Świrad - Natalia Murek - Kornelia Moskwa | - Marie Schölzel (Allianz MTV Stuttgart) - Hilary Johnson (Ladies in Black Aachen) - Maria Stenzel (Grupa Azoty Chemik Police) - Monika Gałkowska (Bartoccini Fortinfissi Perugia) - Marta Łyczakowska (Grupa Azoty Akademia Tarnów) - Adrianna Rybak-Czyrniańska (Grupa Azoty Akademia Tarnów) - Klaudia Nowakowska (Grupa Azoty Akademia Tarnów) - Angelika Gajer (ŁKS Commercecon Łódź) - Dagmara Dąbrowska (MKS SAN-Pajda Jarosław) - Paulina Reiter (LOS Nowy Dwór Mazowiecki) | - Madison Bugg (Prosecco Doc Imoco Conegliano) - Marharyta Stepanenko (Békéscsabai Röplabda SE) - Samara Rodrigues de Almeida (Sigorta Shop Muratpaşa Belediyesi) - Ellen Braga (SL Benfica Lizbona) - Justyna Łukasik (Neptunes de Nantes VB) - Małgorzata Jasek (Crvena zvezda Belgrad) - Agnieszka Adamek (szuka klubu) - Paulina Zaborowska (ŁKS Commercecon Łódź) - Renata Biała (KS BAS Kombinat Budowlany Białystok) |

| UNI Opole                                                                              | UNI Opole | UNI Opole |
| Zostają                                                                                | Przychodzą | Odchodzą |
| -------------------------------------------------------------------------------------- | --- | --- |
| - Adriana Adamek - Marta Orzyłowska - Oliwia Sieradzka - Pola Janicka - Natalia Kecher | - Ana Karina Olaya (AJM/FC Porto) - Elan McCall (UCLA Bruins) - Felicitas Barbero (Selección Argentina Juvenil) - Katarzyna Zaroślińska-Król (PAOK Saloniki) - Katarzyna Połeć (Grupa Azoty Chemik Police) - Marta Pamuła (Enea Energetyk Poznań) - Julia Bińczycka (Developres Bella Dolina Rzeszów) - Jagoda Białek (ECO UNI Opole) | - Vivian Pellegrino (zakończenie kariery) - Lana Conceição (Futura Volley Giovani Busto Arsizio) - Anastasija Krajduba (Il Bisonte Firenze) - Izabela Bałucka (ITA Tools Stal Mielec) - Gabriela Makarowska-Kulej (Developres Bella Dolina Rzeszów) - Kinga Stronias (Volleyball Wrocław) - Amelia Senica (Enea Energetyk Poznań) |
| w trakcie sezonu                                                                       | | |
|                                                                                        | - Natalia Lijewska (Grot Budowlani Łódź) | |

| Grupa Azoty Akademia Tarnów                                    | Grupa Azoty Akademia Tarnów | Grupa Azoty Akademia Tarnów |
| Zostają                                                        | Przychodzą | Odchodzą |
| -------------------------------------------------------------- | --- | --- |
| - Aleksandra Żurawska - Katarzyna Marcyniuk - Wiktoria Szumera | - Natasha Calkins (Mihalıççık Spor) - Dima Uszewa (VBC Chamalières) - Wiktorija Mościska (SK UP Ołomuniec) - Danijela Dzakovic (Assitec Volleyball Sant’Elia) - Karolina Szczygieł-Głód (KS BAS Kombinat Budowlany Białystok) - Karina Chmielewska (BKS Bostik ZGO Bielsko-Biała) - Judyta Gawlak (Grot Budowlani Łódź) - Barbara Zakościelna (Volleyball Franches-Montagnes) - Julita Molenda (Enea Energetyk Poznań) | - Maryna Mazenko (Maccabi Ashdod) - Anna Pawłowska (Volleyball Wrocław) - Gabriela Ponikowska (Volleyball Wrocław) - Marta Łyczakowska (Moya Radomka Radom) - Adrianna Rybak-Czyrniańska (Moya Radomka Radom) - Klaudia Nowakowska (Moya Radomka Radom) - Aleksandra Szczepańska (Sokół Mogilno) - Wiktoria Kowalska (Developres Bella Dolina Rzeszów) - Magdalena Ociepa (KS BAS Kombinat Budowlany Białystok) |
| w trakcie sezonu                                               | | |
|                                                                | | - Danijela Dzakovic (CBF Balducci HR Macerata) |

| ITA Tools Stal Mielec | ITA Tools Stal Mielec | ITA Tools Stal Mielec |
| Zostają | Przychodzą | Odchodzą |
| --- | --- | --- |
| - Emilia Mucha - Katarzyna Bryda - Sylwia Kucharska - Sonia Kubacka - Karolina Pancewicz - Weronika Gierszewska - Klaudia Łyduch | - Izabela Bałucka (UNI Opole) - Klaudia Laskowska-Azab (Enea Energetyk Poznań) - Oriana Miechowicz (Enea Energetyk Poznań) - Pola Nowacka (KS BAS Kombinat Budowlany Białystok) | - Karolina Staniszewska (Michigan State University) - Zuzanna Kulig (Michigan State University) - Olga Musiał (University of Utah) - Marta Budnik (LOS Nowy Dwór Mazowiecki) - Karolina Hochołowska (Nike Węgrów) - Daria Dąbrowska (KS Piła) - Paulina Brzoska (Sokół Mogilno) |
| w trakcie sezonu | | |
| | - Jovana Janković (Jedinstvo Užice) | |

## Składy drużyn[13]
| ŁKS Commercecon Łódź     | ŁKS Commercecon Łódź                                                           | ŁKS Commercecon Łódź | ŁKS Commercecon Łódź | ŁKS Commercecon Łódź |
| Nr                       | Imię i nazwisko                                                                | Data ur.             | Wzrost               | Pozycja              |
| ------------------------ | ------------------------------------------------------------------------------ | -------------------- | -------------------- | -------------------- |
| 1                        | Aleksandra Gryka                                                               | 06.02.2000           | 190                  | środkowa             |
| 2                        | Aleksandra Dudek                                                               | 18.01.1997           | 187                  | przyjmująca          |
| 3                        | Paulina Maj-Erwardt                                                            | 22.03.1987           | 166                  | libero               |
| 6                        | Kamila Witkowska                                                               | 02.12.1991           | 191                  | środkowa             |
| 7                        | Valentina Diouf                                                                | 10.01.1993           | 201                  | atakująca            |
| 8                        | Zuzanna Górecka                                                                | 10.04.2000           | 181                  | przyjmująca          |
| 10                       | Anastasija Hryszczuk                                                           | 24.04.2004           | 188                  | atakująca            |
| 12                       | Roberta Ratzke                                                                 | 28.04.1990           | 185                  | rozgrywająca         |
| 13                       | Amanda Campos Francisco                                                        | 16.08.1988           | 181                  | przyjmująca          |
| 15                       | Klaudia Alagierska-Szczepaniak                                                 | 02.01.1996           | 190                  | środkowa             |
| 16                       | Kinga Drabek                                                                   | 10.05.1998           | 169                  | libero               |
| 17                       | Sonia Stefanik                                                                 | 08.10.2002           | 190                  | środkowa             |
| 18                       | Julita Piasecka                                                                | 25.09.2002           | 188                  | przyjmująca          |
| 21                       | Paulina Zaborowska                                                             | 07.06.2000           | 179                  | rozgrywająca         |
| Odeszły w trakcie sezonu |                                                                                |                      |                      |                      |
| 9                        | Natalia Dróżdż (do 23.01.2024)                                                 | 24.06.2004           | 190                  | środkowa             |
|                          | Alessandro Chiappini                                                           | Trener               | Trener               | Trener               |
|                          | Radosław Kolanek (od 17.01.2024) Adrian Chyliński (do 14.12.2023) Maciej Juszt | Asystent trenera     | Asystent trenera     | Asystent trenera     |

| Developres Bella Dolina Rzeszów | Developres Bella Dolina Rzeszów | Developres Bella Dolina Rzeszów | Developres Bella Dolina Rzeszów | Developres Bella Dolina Rzeszów |
| Nr                              | Imię i nazwisko                 | Data ur.                        | Wzrost                          | Pozycja                         |
| ------------------------------- | ------------------------------- | ------------------------------- | ------------------------------- | ------------------------------- |
| 1                               | Julia De Paula                  | 07.07.2005                      | 188                             | atakująca                       |
| 8                               | Anna Obiała                     | 28.08.1995                      | 187                             | środkowa                        |
| 9                               | Weronika Centka                 | 06.09.2000                      | 191                             | środkowa                        |
| 10                              | Katarzyna Wenerska              | 09.03.1993                      | 180                             | rozgrywająca                    |
| 12                              | Aleksandra Szczygłowska         | 22.03.1998                      | 172                             | libero                          |
| 17                              | Gabriela Makarowska-Kulej       | 23.01.2000                      | 177                             | rozgrywająca                    |
| 18                              | Gabriela Orvošová               | 28.01.2001                      | 195                             | atakująca                       |
| 20                              | Amanda Coneo                    | 20.12.1996                      | 177                             | przyjmująca                     |
| 22                              | Weronika Szlagowska             | 29.11.2001                      | 189                             | przyjmująca                     |
| 23                              | Magda Kubas                     | 28.01.2004                      | 172                             | libero                          |
| 27                              | Ann Kalandadze                  | 10.12.1998                      | 185                             | przyjmująca                     |
| 78                              | Wiktoria Kowalska               | 18.04.1999                      | 183                             | atakująca                       |
| 95                              | Magdalena Jurczyk               | 25.10.1995                      | 185                             | środkowa                        |
|                                 | Stéphane Antiga                 | Trener                          | Trener                          | Trener                          |
|                                 | Bartłomiej Dąbrowski            | Asystent trenera                | Asystent trenera                | Asystent trenera                |

| Grot Budowlani Łódź      | Grot Budowlani Łódź              | Grot Budowlani Łódź | Grot Budowlani Łódź | Grot Budowlani Łódź |
| Nr                       | Imię i nazwisko                  | Data ur.            | Wzrost              | Pozycja             |
| ------------------------ | -------------------------------- | ------------------- | ------------------- | ------------------- |
| 1                        | Ewelina Wilińska (Polak)         | 17.04.1993          | 176                 | rozgrywająca        |
| 4                        | Marta Pol                        | 02.11.1995          | 188                 | środkowa            |
| 5                        | Małgorzata Lisiak                | 11.07.1996          | 187                 | środkowa            |
| 6                        | Adrianna Kukulska                | 30.04.1998          | 177                 | przyjmująca         |
| 7                        | Martyna Łazowska                 | 10.04.2002          | 180                 | rozgrywająca        |
| 8                        | Weronika Sobiczewska             | 06.05.1999          | 184                 | atakująca           |
| 10                       | Ana Bjelica                      | 03.04.1992          | 190                 | atakująca           |
| 12                       | Andrea Mitrovic                  | 03.06.1999          | 187                 | przyjmująca         |
| 13                       | Kinga Różyńska                   | 12.07.1998          | 189                 | środkowa            |
| 14                       | MacKenzie May                    | 12.01.1999          | 190                 | przyjmująca         |
| 18                       | Justyna Łysiak                   | 20.01.1999          | 173                 | libero              |
| Odeszły w trakcie sezonu |                                  |                     |                     |                     |
| 22                       | Natalia Lijewska (do 23.01.2024) | 23.07.2001          | 189                 | przyjmująca         |
|                          | Maciej Biernat                   | Trener              | Trener              | Trener              |
|                          | Marcin Nowak                     | Asystent trenera    | Asystent trenera    | Asystent trenera    |

| BKS Bostik ZGO Bielsko-Biała | BKS Bostik ZGO Bielsko-Biała | BKS Bostik ZGO Bielsko-Biała | BKS Bostik ZGO Bielsko-Biała | BKS Bostik ZGO Bielsko-Biała |
| Nr                           | Imię i nazwisko              | Data ur.                     | Wzrost                       | Pozycja                      |
| ---------------------------- | ---------------------------- | ---------------------------- | ---------------------------- | ---------------------------- |
| 2                            | Julia Nowicka                | 21.10.1998                   | 175                          | rozgrywająca                 |
| 3                            | Joanna Ciesielczyk           | 31.05.1999                   | 182                          | przyjmująca                  |
| 4                            | Joanna Pacak                 | 09.06.1996                   | 187                          | środkowa                     |
| 5                            | Martyna Borowczak            | 30.08.2002                   | 177                          | przyjmująca                  |
| 6                            | Julia Mazur                  | 17.04.2001                   | 169                          | libero                       |
| 8                            | Agata Nowak                  | 08.07.1995                   | 173                          | libero                       |
| 10                           | Aleksandra Stachowicz        | 13.02.1992                   | 177                          | rozgrywająca                 |
| 11                           | Kertu Laak                   | 21.02.1998                   | 189                          | atakująca                    |
| 13                           | Nikola Abramajtys            | 13.02.1997                   | 185                          | środkowa                     |
| 17                           | Paulina Majkowska            | 06.02.1995                   | 185                          | środkowa                     |
| 24                           | Paulina Damaske              | 01.06.2001                   | 178                          | przyjmująca                  |
| 47                           | Majka Szczepańska-Pogoda     | 24.04.1995                   | 181                          | atakująca                    |
| 55                           | Regiane Bidias               | 02.10.1986                   | 190                          | przyjmująca                  |
| 88                           | Magdalena Janiuk             | 16.04.1992                   | 182                          | środkowa                     |
|                              | Bartłomiej Piekarczyk        | Trener                       | Trener                       | Trener                       |
|                              | Bartosz Sufa                 | Asystent trenera             | Asystent trenera             | Asystent trenera             |

| Grupa Azoty Chemik Police | Grupa Azoty Chemik Police  | Grupa Azoty Chemik Police | Grupa Azoty Chemik Police | Grupa Azoty Chemik Police |
| Nr                        | Imię i nazwisko            | Data ur.                  | Wzrost                    | Pozycja                   |
| ------------------------- | -------------------------- | ------------------------- | ------------------------- | ------------------------- |
| 1                         | Bruna Honório              | 03.07.1989                | 181                       | atakująca                 |
| 2                         | Martyna Grajber-Nowakowska | 28.03.1995                | 180                       | libero                    |
| 3                         | Elizabet Inneh-Varga       | 21.03.1999                | 192                       | atakująca                 |
| 4                         | Marlena Kowalewska         | 09.01.1992                | 176                       | rozgrywająca              |
| 5                         | Agnieszka Korneluk         | 17.10.1994                | 199                       | środkowa                  |
| 6                         | Saliha Şahin               | 05.11.1998                | 186                       | przyjmująca               |
| 7                         | Monika Jagła               | 04.01.2000                | 175                       | libero                    |
| 9                         | Iga Wasilewska             | 25.04.1994                | 183                       | środkowa                  |
| 10                        | Monika Fedusio             | 06.11.1999                | 183                       | przyjmująca               |
| 11                        | Martyna Łukasik            | 26.11.1999                | 190                       | przyjmująca               |
| 13                        | Dominika Pierzchała        | 11.03.2003                | 190                       | środkowa                  |
| 14                        | Natalia Mędrzyk            | 13.01.1992                | 184                       | przyjmująca               |
| 16                        | Ding Xia                   | 13.01.1990                | 180                       | rozgrywająca              |
|                           | Marco Fenoglio             | Trener                    | Trener                    | Trener                    |
|                           | Radosław Wodziński         | Asystent trenera          | Asystent trenera          | Asystent trenera          |

| Energa MKS Kalisz | Energa MKS Kalisz                                                   | Energa MKS Kalisz | Energa MKS Kalisz | Energa MKS Kalisz |
| Nr                | Imię i nazwisko                                                     | Data ur.          | Wzrost            | Pozycja           |
| ----------------- | ------------------------------------------------------------------- | ----------------- | ----------------- | ----------------- |
| 1                 | Katarzyna Wawrzyniak                                                | 14.03.1990        | 177               | rozgrywająca      |
| 3                 | Karolina Drużkowska                                                 | 03.06.2002        | 194               | przyjmująca       |
| 5                 | Lucija Mlinar                                                       | 06.05.1995        | 180               | przyjmująca       |
| 7                 | Liliana Wójcik                                                      | 03.07.2008        | 182               | przyjmująca       |
| 9                 | Aleksandra Rasińska                                                 | 06.11.1998        | 190               | atakująca         |
| 10                | Zuzanna Kuligowska                                                  | 03.09.2002        | 186               | przyjmująca       |
| 11                | Izabela Śliwa                                                       | 11.12.1990        | 169               | libero            |
| 12                | Natalia Pajdak                                                      | 11.10.2004        | 163               | przyjmująca       |
| 14                | Aleksandra Cygan                                                    | 09.04.1997        | 186               | środkowa          |
| 15                | Isabella Ashburn (od 15.01.2024)                                    | 11.11.2000        | 180               | rozgrywająca      |
| 16                | Zuzanna Efimienko-Młotkowska                                        | 08.08.1989        | 196               | środkowa          |
| 17                | Dajana Bošković                                                     | 11.04.1994        | 186               | atakująca         |
| 21                | Alicja Grabka                                                       | 09.05.1998        | 178               | rozgrywająca      |
| 22                | Karolina Fedorek                                                    | 14.04.1994        | 184               | środkowa          |
|                   | Marcin Widera (do 24.01.2024) Przemysław Michalczyk (od 24.01.2024) | Trener            | Trener            | Trener            |
|                   |                                                                     | Asystent trenera  |                   |                   |

| Volleyball Wrocław       | Volleyball Wrocław                | Volleyball Wrocław | Volleyball Wrocław | Volleyball Wrocław |
| Nr                       | Imię i nazwisko                   | Data ur.           | Wzrost             | Pozycja            |
| ------------------------ | --------------------------------- | ------------------ | ------------------ | ------------------ |
| 3                        | Aleksandra Gromadowska            | 03.02.1996         | 188                | przyjmująca        |
| 5                        | Anna Pawłowska                    | 22.02.1994         | 186                | libero             |
| 6                        | Anna Lewandowska                  | 02.12.1995         | 187                | środkowa           |
| 9                        | Aleksandra Gancarz                | 17.05.1994         | 187                | środkowa           |
| 10                       | Lucie Mühlsteinová                | 15.10.1984         | 180                | rozgrywająca       |
| 11                       | Adrianna Szady                    | 18.11.1991         | 178                | rozgrywająca       |
| 12                       | Julia Stancelewska                | 01.01.2002         | 188                | środkowa           |
| 13                       | Joanna Chorążą                    | 21.03.2004         | 173                | przyjmująca        |
| 20                       | Anna Bączyńska                    | 31.12.1995         | 187                | przyjmująca        |
| 22                       | Gabriela Ponikowska               | 20.05.1993         | 184                | środkowa           |
| 33                       | Kinga Stronias                    | 22.04.1997         | 185                | przyjmująca        |
| Odeszły w trakcie sezonu |                                   |                    |                    |                    |
| 1                        | Julia Szczurowska (do 18.03.2024) | 29.07.2001         | 188                | atakująca          |
|                          | Michal Mašek                      | Trener             | Trener             | Trener             |
|                          | Bartłomiej Bartodziejski          | Asystent trenera   | Asystent trenera   | Asystent trenera   |

| Metalkas Pałac Bydgoszcz | Metalkas Pałac Bydgoszcz                                    | Metalkas Pałac Bydgoszcz | Metalkas Pałac Bydgoszcz | Metalkas Pałac Bydgoszcz |
| Nr                       | Imię i nazwisko                                             | Data ur.                 | Wzrost                   | Pozycja                  |
| ------------------------ | ----------------------------------------------------------- | ------------------------ | ------------------------ | ------------------------ |
| 1                        | Martyna Gorzkiewicz                                         | 11.06.2001               | 175                      | rozgrywająca             |
| 3                        | Paulina Bałdyga                                             | 24.07.1996               | 174                      | rozgrywająca             |
| 6                        | Aleksandra Justka                                           | 13.05.2002               | 168                      | libero                   |
| 8                        | Ewelina Żurowska (od 22.11.2023)                            | 10.08.1992               | 175                      | przyjmująca              |
| 10                       | Joanna Sikorska                                             | 25.12.1990               | 180                      | atakująca                |
| 12                       | Wiktoria Makarewicz                                         | 18.12.2001               | 188                      | atakująca                |
| 13                       | Wiktoria Paluszkiewicz                                      | 30.12.1997               | 183                      | środkowa                 |
| 14                       | Dominika Witowska                                           | 01.02.1995               | 185                      | środkowa                 |
| 17                       | Koleta Łyszkiewicz                                          | 22.01.1993               | 193                      | przyjmująca              |
| 21                       | Julia Gliwa                                                 | 29.05.2002               | 183                      | przyjmująca              |
| 33                       | Magdalena Saad (od 13.10.2023)                              | 14.05.1985               | 168                      | libero                   |
| 36                       | Aleksandra Lipska                                           | 25.02.1998               | 186                      | przyjmująca              |
| Odeszły w trakcie sezonu |                                                             |                          |                          |                          |
| 9                        | Pola Nowakowska (do 18.03.2024)                             | 30.01.1996               | 181                      | przyjmująca/libero       |
| 16                       | Agata Witkowska (do 13.10.2023)                             | 19.08.1989               | 170                      | libero                   |
|                          | Jakub Tęcza (do 30.01.2024) Martino Volpini (od 30.01.2024) | Trener                   | Trener                   | Trener                   |
|                          | Dominik Żukowski                                            | Asystent trenera         | Asystent trenera         | Asystent trenera         |

| Moya Radomka Radom | Moya Radomka Radom         | Moya Radomka Radom | Moya Radomka Radom | Moya Radomka Radom |
| Nr                 | Imię i nazwisko            | Data ur.           | Wzrost             | Pozycja            |
| ------------------ | -------------------------- | ------------------ | ------------------ | ------------------ |
| 1                  | Maria Stenzel              | 25.11.1998         | 168                | libero             |
| 2                  | Paulina Reiter             | 02.02.2002         | 192                | atakująca          |
| 3                  | Klaudia Nowakowska         | 24.05.1995         | 178                | przyjmująca        |
| 5                  | Marta Łyczakowska          | 20.05.1995         | 176                | rozgrywająca       |
| 6                  | Hilary Johnson             | 16.06.1998         | 186                | przyjmująca        |
| 8                  | Angelika Gajer             | 06.10.1998         | 172                | rozgrywająca       |
| 9                  | Natalia Murek              | 08.09.1999         | 180                | przyjmująca        |
| 10                 | Krystyna Strasz            | 24.07.1987         | 166                | libero             |
| 12                 | Monika Gałkowska           | 06.04.1996         | 188                | atakująca          |
| 13                 | Martyna Świrad             | 05.01.1998         | 182                | środkowa           |
| 14                 | Marie Schölzel             | 01.08.1997         | 189                | środkowa           |
| 15                 | Kornelia Moskwa            | 30.10.1996         | 186                | środkowa           |
| 24                 | Dagmara Dąbrowska          | 24.01.1998         | 186                | przyjmująca        |
| 29                 | Adrianna Rybak-Czyrniańska | 29.09.2000         | 189                | środkowa           |
|                    | Stefano Micoli             | Trener             | Trener             | Trener             |
|                    |                            | Asystent trenera   |                    |                    |

| UNI Opole | UNI Opole                        | UNI Opole         | UNI Opole         | UNI Opole         |
| Nr        | Imię i nazwisko                  | Data ur.          | Wzrost            | Pozycja           |
| --------- | -------------------------------- | ----------------- | ----------------- | ----------------- |
| 2         | Marta Orzyłowska                 | 08.01.1998        | 191               | środkowa          |
| 3         | Elan McCall                      | 01.01.2000        | 183               | przyjmująca       |
| 4         | Felicitas Barbero                | 15.09.2005        | 188               | przyjmująca       |
| 5         | Ana Karina Olaya                 | 13.09.2002        | 188               | przyjmująca       |
| 9         | Pola Janicka                     | 03.03.2004        | 182               | rozgrywająca      |
| 10        | Marta Pamuła                     | 06.03.1995        | 183               | przyjmująca       |
| 12        | Natalia Lijewska (od 25.01.2024) | 23.07.2001        | 189               | przyjmująca       |
| 13        | Adriana Adamek                   | 23.09.1998        | 178               | libero            |
| 18        | Katarzyna Zaroślińska-Król       | 03.02.1987        | 187               | atakująca         |
| 20        | Katarzyna Połeć                  | 13.02.1989        | 191               | środkowa          |
| 22        | Jagoda Białek                    | 08.12.2004        | 170               | libero            |
| 31        | Natalia Kecher                   | 01.02.2004        | 192               | środkowa          |
| 81        | Oliwia Sieradzka                 | 22.12.1997        | 185               | atakująca         |
| 98        | Julia Bińczycka                  | 04.01.2002        | 172               | rozgrywająca      |
|           | Nicola Vettori                   | Trener            | Trener            | Trener            |
|           | Federico Chiavegatti             | Asystenci trenera | Asystenci trenera | Asystenci trenera |

| Grupa Azoty Akademia Tarnów | Grupa Azoty Akademia Tarnów                                            | Grupa Azoty Akademia Tarnów | Grupa Azoty Akademia Tarnów | Grupa Azoty Akademia Tarnów |
| Nr                          | Imię i nazwisko                                                        | Data ur.                    | Wzrost                      | Pozycja                     |
| --------------------------- | ---------------------------------------------------------------------- | --------------------------- | --------------------------- | --------------------------- |
| 1                           | Barbara Zakościelna                                                    | 24.07.1998                  | 183                         | przyjmująca                 |
| 2                           | Wiktorija Mościska                                                     | 22.05.1997                  | 187                         | środkowa                    |
| 3                           | Katarzyna Marcyniuk                                                    | 25.07.1995                  | 182                         | przyjmująca                 |
| 4                           | Natasha Calkins                                                        | 15.07.1996                  | 186                         | atakująca                   |
| 6                           | Julita Molenda                                                         | 17.06.1999                  | 178                         | przyjmująca                 |
| 9                           | Karolina Szczygieł-Głód                                                | 01.02.1996                  | 177                         | rozgrywająca                |
| 10                          | Karina Chmielewska                                                     | 25.04.1997                  | 173                         | rozgrywająca                |
| 12                          | Dima Uszewa                                                            | 16.12.2000                  | 194                         | środkowa                    |
| 16                          | Aleksandra Żurawska                                                    | 06.06.1998                  | 169                         | libero                      |
| 17                          | Judyta Gawlak                                                          | 06.11.1990                  | 185                         | środkowa                    |
| 18                          | Wiktoria Szumera                                                       | 28.12.1999                  | 182                         | atakująca                   |
| Odeszły w trakcie sezonu    |                                                                        |                             |                             |                             |
| 11                          | Danijela Džaković (do 07.02.2024)                                      | 04.05.1994                  | 183                         | przyjmująca                 |
|                             | Marcin Wojtowicz (do 25.10.2023) Błażej Krzyształowicz (od 30.10.2023) | Trener                      | Trener                      | Trener                      |
|                             | Michał Madejski                                                        | Asystent trenera            | Asystent trenera            | Asystent trenera            |

| ITA Tools Stal Mielec | ITA Tools Stal Mielec                                        | ITA Tools Stal Mielec | ITA Tools Stal Mielec | ITA Tools Stal Mielec |
| Nr                    | Imię i nazwisko                                              | Data ur.              | Wzrost                | Pozycja               |
| --------------------- | ------------------------------------------------------------ | --------------------- | --------------------- | --------------------- |
| 1                     | Kamila Dyduła                                                | 27.12.1998            | 187                   | atakująca             |
| 4                     | Pola Nowacka                                                 | 04.05.1996            | 176                   | przyjmująca           |
| 7                     | Katarzyna Bryda                                              | 30.04.1990            | 181                   | przyjmująca           |
| 8                     | Izabela Bałucka                                              | 15.02.1993            | 186                   | środkowa              |
| 9                     | Jovana Janković (od 28.01.2024)                              | 21.06.1987            | 182                   | przyjmująca           |
| 10                    | Klaudia Łyduch                                               | 19.02.2004            | 171                   | libero                |
| 13                    | Klaudia Laskowska-Azab                                       | 23.01.2000            | 188                   | środkowa              |
| 15                    | Karolina Pancewicz                                           | 04.01.1999            | 167                   | libero                |
| 16                    | Emilia Mucha                                                 | 07.12.1993            | 186                   | przyjmująca           |
| 17                    | Weronika Gierszewska                                         | 04.11.2000            | 186                   | atakująca             |
| 21                    | Sonia Kubacka                                                | 27.02.1996            | 181                   | środkowa              |
| 22                    | Sylwia Kucharska                                             | 08.11.1995            | 178                   | rozgrywająca          |
| 33                    | Aleksandra Walczak                                           | 14.02.2006            | 175                   | rozgrywająca          |
|                       | Wiesław Popik (do 09.11.2023) Mateusz Grabda (od 20.11.2023) | Trener                | Trener                | Trener                |
|                       | Miłosz Majka                                                 | Asystent trenera      | Asystent trenera      | Asystent trenera      |